# Jorge Enrique Ramponi
Jorge Enrique Ramponi (1907-1977) fue un destacado poeta argentino, autor del influyente poema Piedra infinita (1942).

## Biografía
Jorge Enrique Ramponi nació el 21 de agosto de 1907, hijo de Ángel Ramponi (agricultor) y de Herminia Morales (docente). Vivió su infancia en Lunlunta, Maipú, en un paisaje agreste, junto al río Mendoza. La vida en esa zona agreste, junto a sus hermanos Miguel Ángel, María Herminia y Eduardo, influyó mucho en su poesía. Según diría después, su infancia estuvo “saturada  de efluvios vegetales: vides, durazneros, nogales, cosas que nunca olvido”.
Ramponi siguió la carrera docente y desde 1934 ejerció como profesor en la Academia Provincial de Bellas Artes de Mendoza, fundada un año antes por personalidades ilustres como Vicente Lahir Estrella y Roberto Azzoni, entre otros.
En 1948 se convirtió en el director de esa institución, a la que estaría ligado durante toda su vida.
Sus relaciones con el ambiente artístico le permitieron conocer a Rosa Stilerman, profesora de Bellas Artes en la Universidad Nacional de Cuyo, con quien se casó el 23 de mayo de 1944. El matrimonio no dejó descendencia.
Tras una vida dedicada, sobre todo, a las artes plásticas y a la literatura, falleció el 2 de noviembre de 1977, a los 70 años.

### Poeta
La trayectoria literaria de Ramponi se manifestó con fuerza y notoriedad incluso antes de que se convirtiera en un docente reconocido. En 1928, cuando apenas contaba con 21 años, el precoz poeta publicó su primer libro, Preludios líricos. 
En 1933, lleva a imprenta Colores del júbilo, que se editó en dos versiones muy cuidadas a cargo de los talleres gráficos Litvak. Se trataba de un conjunto de ocho romances, en el que Ramponi da muestras de un perfecto manejo de la rima y del ritmo a través de estas métricas clásicas, pero también comienza a verse su particular uso del lenguaje, teñidos de cierta influencia modernista. 
En 1932 gana el Premio Municipal de Mendoza con Pulso del clima, poemario que circuló privadamente hasta su rescate, muy posterior. 
En 1935, Ramponi publica adelantos de otro libro de escasa circulación que deberá esperar una década para llegar a un público más amplio: el conjunto Corazón terrestre-Maroma de tránsito y espuma (1935), que se publicó bajo el rótulo Anticipaciones en la revista Oeste-Cuaderno N.º 1. 
En 1942, y luego de que el poeta hiciera circular entre amigos algunos fragmentos, se publica la que está considerada la obra maestra del poeta: Piedra infinita, un largo poema en el que Ramponi integra la visión de la gigantesca cordillera que custodia a Mendoza con la exploración íntima del sentido existencial del hombre. Según Luis de Paola, el libro “significó (para los pocos que conocieron la edición original, para los pocos que fueron capaces de advertir su grandeza) lo que Victor Hugo llamaría ‘un estremecimiento nuevo’”. 
Piedra infinita causó una gran impresión en poetas contemporáneos y se comparó su potencia con la de Pablo Neruda. De hecho, según una tesis del poeta chileno Juvencio Valle (editor del autor de Alturas de Macchu Picchu), Neruda tuvo acceso a manuscritos del libro, ya que había visitado Mendoza años antes y había conocido a Ramponi, y este lo influyó de tal manera que esa influencia se volcó en poemarios posteriores del chileno.
Jules Supervielle, quien tradujo el libro al francés, fue otro de los entusiastas apologistas del libro: “Desde el mito de Sísifo, desde Prometeo, la piedra no había vuelto a cobrar, en literatura, tan profunda dimensión metafísica”. 
Quizá por la impresión que la gran recepción crítica de su libro tuvo en él, Ramponi inició tras esa edición un largo silencio poético. En una carta a Juan H. Figueroa, el poeta había confesado las razones de esa pausa:  
“Después entra en mi vida una dolorosa corriente cuyo cenagoso caudal me atravesó de sobresaltos, angustias, terrores mortales. Días y noches al borde de la vorágine, con la desesperación enredada a los huesos como un pulpo de llamas, como una zarza caníbal. Anticipaciones de la muerte visible en los espejos de la sombra, de soslayo en los insomnios, o apreciada de pronto en la luna instantánea de las duermevelas con el rostro mismo de los seres más queridos. Todo lo amargo, todo lo que deja un légamo de acíbar donde sólo puede crecer lo maldito. Pero siempre me asiste una fe secreta, intraducible, desde cuyo cielo me viene el ángel de las palabras. ¿Y qué es el canto sino un acto de fe, un auténtico estado de fe?”.
El silencio de Ramponi se rompería recién tres décadas después, con la publicación de Los límites y el caos, un extenso, arduo y maduro poemario de largos textos, que condensarían la última etapa vital y filosófica del autor, justo en los años previos a su muerte. 
La obra de Ramponi fue saludada con numerosos elogios. El propio Supervielle dijo de Ramponi que era dueño de “una gran poesía verdaderamente digna de nuestro continente, de su geología como de sus aspiraciones más secretas, (…) de una maestría y una fuerza que nos admirarían en cualquier literatura del mundo”. El narrador Héctor Eandi dijo, a su vez: “Ramponi es, él solo, una zona particular de nuestra poesía. Inútil sería querer buscarle pares o equivalentes en nuestro mundo poético. Se trata de un creador, dueño de una expresión propia, original”.

## Libros

### Poesía
- Preludios líricos. La Quincena Social, 1928.
- Colores del júbilo. Biblioteca Almafuerte, 1933.
- Piedra infinita. D’Accurzio, 1942.
- Los límites y el caos. Losada, 1972.
- Antología poética. Zeta Editores, 2008 (incluye poemas inéditos o no reunidos en libros).